# تشونغ كي يونغ
تشونغ كي يونغ مواليد 23 نوفمبر 1959 في غيونغسانغ الشمالية، كوريا الجنوبية، هو ملاكم محترف كوري جنوبي معتزل كان يصنف ضمن فئة وزن الريشة. حقق بطولة الاتحاد الدولي للملاكمة.

## إحصائيات
خاض خلال مسيرته 38 نزالا، فاز في 31 وتعادل في 2 وخسر في 5. فاز بالضربة القاضية في 10 نزالات.

## روابط خارجية
- تشونغ كي يونغ على موقع بوكس ريك (الإنجليزية) (registration required)